# Ten Bruggencate (cràter)
Ten Bruggencate és un cràter d'impacte pertanyent a la cara oculta de la Lluna. Està localitzat just a l'est de Lane, un cràter més recent. Al sud-est de Ten Bruggencate es troba Chauvenet.

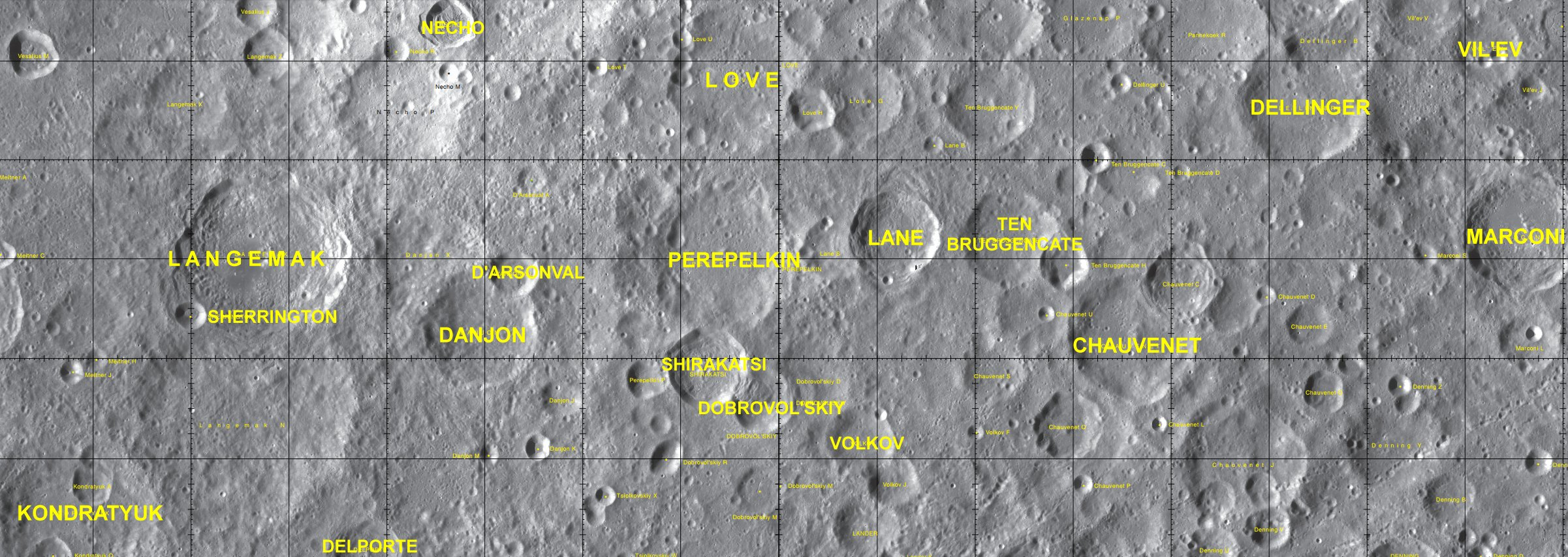
Localització de Ten Bruggencate (centre superior dreta de la imatge)
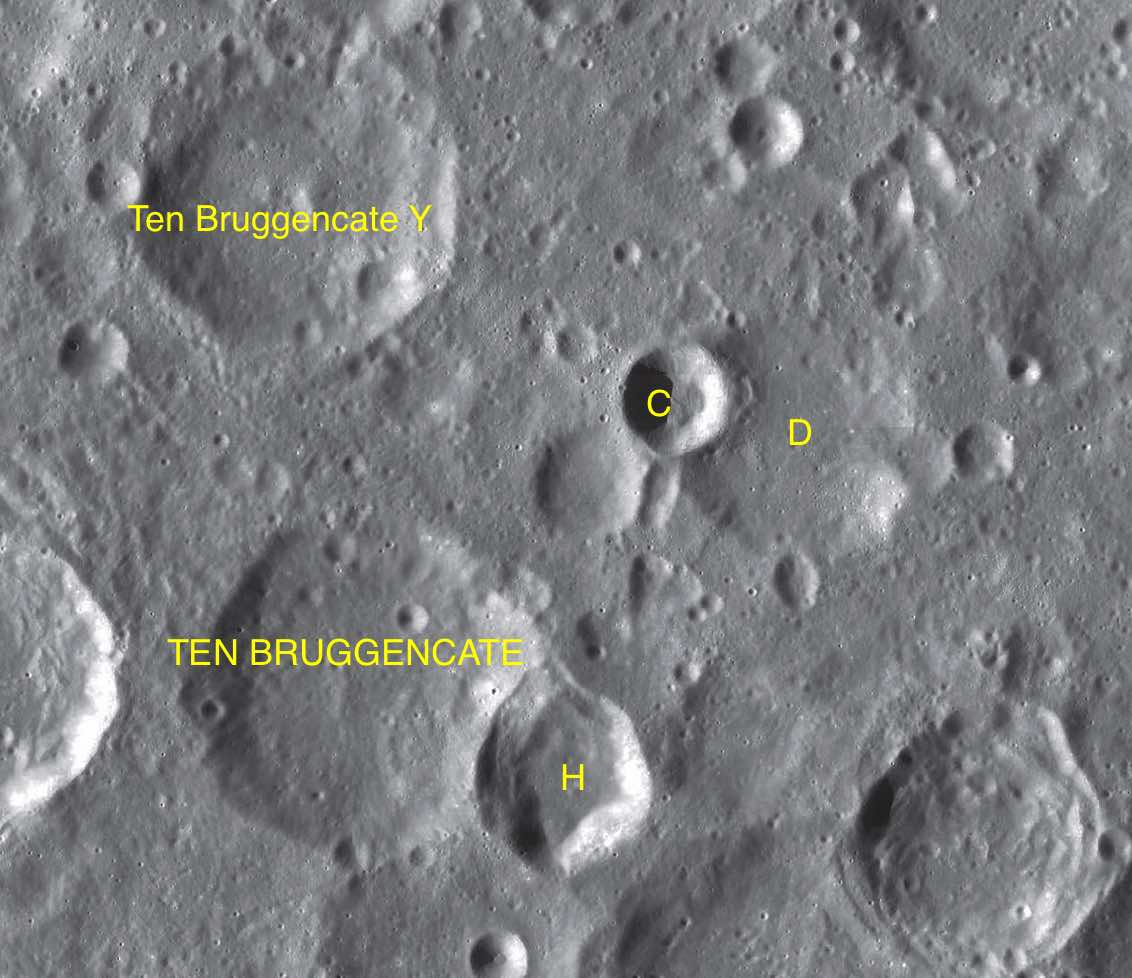
Cràters satèl·lit

Es tracta d'una formació desgastada i erosionada, amb el cràter satèl·lit Ten Bruggencate H superposat sobre part de la banda est-sud-est. Presenta diversos petits cràters a la paret interna i en la vora del sòl interior. Per la resta, el cràter no té altres trets ressenyables.

## Cràters satèl·lit
Per convenció aquests elements són identificats en els mapes lunars posant la lletra en el costat del punt central del cràter que està més proper a Ten Bruggencate.
| Ten Bruggencate | Coordenades                            | Diàmetre |
| --------------- | -------------------------------------- | -------- |
| C               | 7° 54′ S, 136° 06′ E / 7.9°S,136.1°E   | 19 km    |
| D               | 8° 06′ S, 136° 54′ E / 8.1°S,136.9°E   | 43 km    |
| H               | 10° 00′ S, 135° 36′ E / 10.0°S,135.6°E | 33 km    |
| Y               | 6° 42′ S, 134° 00′ E / 6.7°S,134.0°E   | 57 km    |